# عبدالمهدی نصیرزاده
عبدالمهدی نصیرزاده (زاده ۳۱ شهریور ۱۳۶۳ سیرجان) مدیر ورزشی ایرانی است که با حکم علیرضا دبیر از تیر سال ۱۳۹۸ تا اسفند ۱۴۰۰ به‌عنوان رئیس سازمان لیگ فدراسیون کشتی فعالیت می‌کرد. وی از دی سال ۱۳۹۹ تا دی ۱۴۰۳ ریاست فدراسیون بدنسازی و پرورش اندام ایران را نیز عهده‌دار بوده‌است‌.
نصیرزاده در تاریخ ۱۳ دی ۱۳۹۹، در رأی‌گیری مجمع انتخاباتی فدراسیون بدنسازی و پرورش اندام با حضور مهدی علی‌نژاد معاون وقت ورزش قهرمانی و حرفه‌ای وزارت ورزش و جوانان با کسب ۲۸ رأی از ۴۳ رأی مأخوذه به مدت چهار سال به‌عنوان رئیس فدراسیون بدنسازی و پرورش اندام ایران انتخاب شد.

## زندگی‌نامه
عبدالمهدی نصیرزاده متولد سیرجان از توابع استان کرمان می‌باشد. وی، دوران ابتدائی تحصیل خود را در کرمان و دوران تحصیلات تکمیلی خود را در تهران سپری کرده‌ است. همسر او مریم وطن دوست دارای دکترای تربیت بدنی و علوم ورزشی، گرایش فیزیولوژی ورزشی از دانشگاه خوارزمی می‌باشد، از سوابق ایشان می‌توان به نایب رئیسی بانوان فدراسیون بدنسازی اشاره کرد.

## سوابق کاری و اجرایی
وی در حال حاضر عضو هیئت علمی دانشگاه پیام نور و پیش‌تر مدیرکل تربیت بدنی این دانشگاه بوده‌است. از جمله سوابق علمی و اجرایی او می‌توان به مسئولیت کمیته آموزش فدراسیون بدنسازی، مسئولیت کمیته آموزش فدراسیون سه‌گانه، عضویت در هیئت رئیسه فدراسیون ورزش‌های دانشگاهی، معاونت آموزشی انستیتو بین‌المللی کشتی، مدیر کل دفتر آموزش‌های آزاد و چند رسانه‌ای‌ دانشگاه پیام نور اشاره کرد.